# 张春园
张春园（1938年8月—），男，汉族，浙江临海人，中华人民共和国政治人物，曾任水利部副部长，第八、九届全国政协委员。